# Dichochrysa makrana
Dichochrysa makrana is een insect uit de familie van de gaasvliegen (Chrysopidae), die tot de orde netvleugeligen (Neuroptera) behoort. 
Dichochrysa makrana is voor het eerst wetenschappelijk beschreven door Hölzel in 1966.